# Перакюла (Нива)
Пе́ракюла (ест. Peraküla) — село в Естонії, у волості Ляене-Ніґула повіту Ляенемаа.

## Населення
Чисельність населення на 31 грудня 2011 року становила 20 осіб.

## Географія
На території, що належить селу, розташовані озера: Перакюла Мустьярв (Peraküla Mustjärv), Тоатсе (Toatse järv) та Вяйке-Тоатсе (Vaike-Toatse järv).
Поблизу села проходить автошлях 11230 (Гар'ю-Рісті — Ріґулді — Винткюла).

## Історія
На мапах 18-го століття населений пункт позначався під назвою Перрекюл (Perrekül).
До 21 жовтня 2017 року село входило до складу волості Нива.